# Thác Hopetoun
Thác nước Hopetoun là một thác nước ở Sông Aire, nó nằm trong dãy núi Otways, một khu vực của Victoria, Úc.

## Vị trí và chức năng tự nhiên
Thác nước này nằm khoảng 5 kilômét (3,1 mi) về phía nam của khu vực Rừng Sồi, nó cao 314 mét (1.030 ft) cách mực nước biển, và khoảng cách giữa núi là 45–49 mét (148–161 ft) ở chiều cao. Thác Hopetoun tiếp giáp với Vịnh Apollo – Đường Rừng Sồi khoảng 4 kilômét (2,5 mi) về phía nam của ngã rẽ Thác Beauchamp và khoảng 20 kilômét (12 mi) về phía tây bắc thị trấn ven biển của Vịnh Apollo.
Nhiều sự chú ý đã được đưa ra để bảo vệ các đặc điểm sinh thái tự nhiên của Thác Hopetoun trong khi cho phép du khách đi tham quan. Thác cũng được xây dựng và duy trì một bộ cầu thang dẫn xuống một mái hiên tự nhiên để làm nơi quan sát thác, nó nằm rất gần chân của thác nước. Nước của Thác Hopetoun lao xuống từ đỉnh 30 m theo hình chữ nhật. Có nhiều khách đến tham quan mỗi năm để nhìn vẻ đẹp tự nhiên của nơi đây.